# Бодмер, Паскаль
Паскаль Бодмер (нем. Pascal Bodmer; род. 4 января 1991, Балинген) — известный немецкий прыгун с трамплина, участник Олимпийских игр в Ванкувере.

## Биография
В Кубке мира Бодмер дебютировал в 2007 году, в ноябре 2009 года впервые попал в тройку лучших на этапе Кубка мира, в командных соревнованиях. Всего на сегодняшний момент имеет 3 попадания в тройку лучших на этапах Кубка мира, 1 в личных и 2 в командных соревнованиях. Лучшим достижением по итогам Кубка мира для Бодмера является 19-е место в сезоне 2009-10.
На Олимпиаде-2010 в Ванкувере стал 31-м на нормальном трамплине.
За свою карьеру в чемпионатах мира пока не участвовал.
Использует лыжи производства фирмы Fischer.